# 保羅·羅伊特曼
保羅·羅伊特曼（法語：Paul Roitman，1920年1月29日—2007年8月21日）出生於波蘭加利西亞，是一位法國的猶太教首席拉比，第二次世界大戰法國抵抗運動的參與者。

## 生平
他的家庭因為窮困，因而1925年移民到法國梅斯過生活，1938年負笈南錫就讀醫學，然而因為當年的反猶太法律，致使三年後無法繼續就學。1940年投入抵抗運動，1942年被俘虜進集中營，後來在胞弟的主導主導斡旋之下，從集中營內被釋放出來。1945年結婚後放棄原來習醫的路線，改就讀法國猶太神學院，矢命將自己奉獻給猶太人。1947-1948年他帶領猶太裔的非法移民前往巴勒斯坦託管地，猶太國給予他榮譽頭銜。
1970年代之後移民以色列，他投入許多弱勢地方的猶太復興運動，分別在贝尔谢巴、耶路撒冷、海法等地方，十餘年來收養超過20,000的難民兒童，包含來自於非洲的埃塞俄比亚，最遠還有俄羅斯等北方地區。2007年過世，享年87歲。

## 授勳
- 1987年： 法國榮譽軍團勳章[3]
- 2003年：巴黎教會封牧為首席拉比。

## 相關網站
- 官方紀念網站：Paul Roitman （页面存档备份，存于）